# Stallet (humorgrupp)
Stallet är en svensk humorgrupp som bildades i Malmö 2013 och består av Elin Thomasdotter Extor, Linn Mannheimer, Anni Tuikka, Isabella Posse Boquist och Isabelle Riddez. Humorgruppen står bland annat bakom webbserien Trettiplus samt TV-serien Alla hästar Hemma. De har även skrivit och framfört flera föreställningar och skrivit och sänt radio för Sveriges radio P3. Under våren 2019 satte de upp föreställningen Stallet på Rival i regi av Sissela Kyle.  Deras humor är oftast sketchbaserad och bygger på igenkänning i kombination med det absurda, gärna med musikinslag.[källa behövs]

## Tv-produktioner
- 2016-2017 – Trettiplus
- 2018 – Alla hästar hemma

## Live i urval
- 2019 – Stallet på Rival - Måndagsklubb med gäster (Blixten) Regi: Sissela Kyle, Rival Stockholm
- 2018 – Stallet lajvar Trettiplus, Lund Comedy Festival
- 2014 – Väskan, Lund Comedy festival
- 2013-2014 – Beige, Lund Comedy festival, Mejeriet i Lund, Oslipat i Malmö, Spagettioperan Regina i Stockholm

## Radio
- 2014 – Stallets julspecial, P3 Humorhimlen Lab
- 2015 – Studio Vera, P3 Humorhimlen
- 2015 – Kabyssen i P3, P3 Humorhimlen

## Utmärkelser
- 2017 – Nominerade för Årets humorprogram för Trettiplus säsong 1, Kristallengalan
- 2018 – Vinnare av Årets humorprogram för Trettiplus säsong 2, Svenska humorpriset[2]